# ロバート・ウィテカー
ロバート・ウィテカー（Robert Whittaker、1990年12月20日 - ）は、オーストラリアの男性総合格闘家。ニュージーランド・オークランド出身。オーストラリア・ニューサウスウェールズ州シドニー在住。PMAスーパー・マーシャルアーツ所属。元UFC世界ミドル級王者。UFC世界ミドル級ランキング8位。オーストラリア人史上初のUFC世界王者。

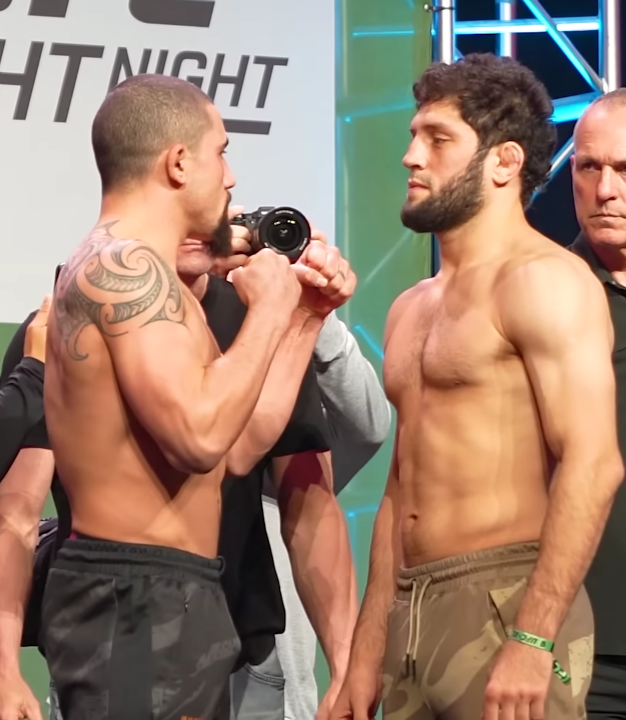
イクラム・アリスケロフとフェイスオフを行うウィテカー（2024年）

## 来歴
オーストラリア人の父親とマオリ系サモア人の母親を持つ。母親の希望で故郷のニュージーランドで出産後に、生後1か月でオーストラリアへ帰国した。
父親がウィテカーが7歳の時に礼儀や護身術を学ばせるために剛柔流空手の道場に兄と共に入門させる。9年かかって黒帯を取得すると、父親は今後も空手を続けるかウィテカーに選択させ、ウィテカーはハプキドーを始めることを選んだ。しかし程なくして通っていたハプキドーの道場が総合格闘技ジムに改装したため、総合格闘技へ転向した。プロの総合格闘家になる以前は電気技師をやっていた。
2009年3月14日、プロ総合格闘技デビュー。

### UFC
2012年にオーストラリア人ファイターとイギリス人ファイターの対抗戦「The Ultimate Fighter: The Smashes」のウェルター級トーナメントに参加。
2012年12月15日、UFC初参戦となったUFC on FX 6のウェルター級トーナメント決勝戦でブラッド・スコットと対戦し、3-0の判定勝ち。トーナメント優勝を果たした。
2014年2月22日、UFC 170でスティーブン・トンプソンと対戦し、パウンドで1RTKO負け。
2014年11月7日、1階級上のミドル級転向初戦となったUFC Fight Night: Rockhold vs. Bispingでクリント・ヘスターと対戦し、膝蹴りでダウンを奪いパウンドで2RTKO勝ち。ファイト・オブ・ザ・ナイトを受賞した。
2015年5月10日、UFC Fight Night: Miocic vs. Huntでミドル級ランキング14位のブラッド・タヴァレスと対戦し、左フックでダウンを奪い、立ち上がったタヴァレスに追撃の左フックで再びダウンを奪いパウンドで開始44秒のKO勝ち。パフォーマンス・オブ・ザ・ナイトを受賞した。
2015年11月14日、UFC 193でミドル級ランキング10位のユライア・ホールと対戦し、3-0の判定勝ち。当初はミドル級ランキング7位のマイケル・ビスピンと対戦予定であったが、9月30日、ビスピンが膝の怪我により試合を欠場したため、ホールとの対戦に変更された。
2016年4月23日、UFC 197でミドル級ランキング13位のハファエル・ナタウと対戦し、3-0の判定勝ち。
2016年11月26日、UFC Fight Night: Whittaker vs. Brunsonでミドル級ランキング8位のデレク・ブランソンと対戦。1R終盤に右ハイキックでぐらつかせ、追い討ちのアッパー連打でダウンを奪いパウンドでTKO勝ち。ファイト・オブ・ザ・ナイトとパフォーマンス・オブ・ザ・ナイトを同時受賞した。
2017年4月15日、UFC on FOX 24でミドル級ランキング3位のホナウド・ジャカレイと対戦。2R序盤に右ストレートでダウンを奪うなどスタンドで圧倒し、2R終盤に右ハイキックでぐらつかせ、下になったジャカレイにエルボーとパウンドを浴びせてTKO勝ち。パフォーマンス・オブ・ザ・ナイトを受賞した。

#### UFC世界王座獲得
2017年7月8日、UFC 213のUFC世界ミドル級暫定王座決定戦でミドル級ランキング1位のヨエル・ロメロと対戦。序盤から中盤にかけてはテイクダウンを奪われるなど劣勢となっていたが、それ以降はスタンドの打撃で巻き返して3-0の5R判定勝ち。オーストラリア人及びニュージーランド出身者史上初となる王座獲得に成功し、ファイト・オブ・ザ・ナイトを受賞した。
2017年12月7日、正規王者ジョルジュ・サンピエールの王座返上により、暫定王者のウィテカーがミドル級正規王者に認定された。2018年2月21日、UFC 221のUFC世界ミドル級タイトルマッチでミドル級ランキング2位の元UFC世界ミドル級王者ルーク・ロックホールドと対戦予定であったが、怪我により試合を欠場した。2018年1月20日、UFC代表のダナ・ホワイトは、ウィテカーが胃のブドウ球菌感染症に感染し、適切な治療が行われなかったため深刻な状態であると発表した。
2018年6月9日、UFC 225でミドル級ランキング1位のヨエル・ロメロと再戦。序盤はスタンドの攻防で試合を優位に進めたが、3Rに右フックでダウンを奪われ、5Rには左フックでダウンを奪われストップ寸前まで追い詰められるなど苦戦を強いられたものの、僅差で2-1（48-47、47-48、48-47）の5R判定勝ち。ファイト・オブ・ザ・ナイトを受賞した。この試合は、ロメロが計量で185.2ポンドとタイトルマッチのリミット体重である185.0ポンドから0.2ポンドの体重オーバーをしたため、タイトルマッチからノンタイトルマッチに変更された。
2019年2月10日、UFC 234のUFC世界ミドル級タイトルマッチでケルヴィン・ガステラムと対戦予定だったが、ウィテカーが当日に腸の腹部ヘルニアの緊急手術を受け、大会当日に試合は中止となった。

#### 世界王座陥落
2019年10月6日、1年4カ月ぶりの復帰戦となったUFC 243のUFC世界ミドル級王座統一戦で暫定王者のイスラエル・アデサンヤと対戦し、2Rにカウンターの右フックと左フックのコンビネーションでダウンを奪われ、パウンドでKO負け。王座統一に失敗し、正規王座から陥落した。同大会の観衆は57,127人を動員し、2015年11月14日に同会場マーベル・スタジアム（当時の名称はドックランズ・スタジアム）で開催されたUFC 193の動員記録である56,214人を抑えて、UFCの観客動員記録を更新した。
2020年3月7日、UFC 248でミドル級ランキング4位のジャレッド・キャノニアと対戦予定であったが、1月15日に試合を欠場した。4月下旬のインタビューで、ウィテカーは燃え尽き症候群に陥っていたことを明かした。
2020年7月26日、UFC on ESPN: Whittaker vs. Tillでミドル級ランキング6位のダレン・ティルと対戦し、一進一退の攻防を繰り広げて3-0（48-47、48-47、48-47）の5R判定勝ち。
2020年10月24日、UFC 254でミドル級ランキング2位のジャレッド・キャノニアと対戦。1Rに右ハイキックでキャノニアの左手首を折ると、3Rには右ハイキックでダウンを奪うなどスタンドの攻防で終始圧倒し、3-0の判定勝ち。
2021年4月17日、UFC on ESPN: Whittaker vs. Gastelumでミドル級ランキング8位のケルヴィン・ガステラムと対戦し、3-0の5R判定勝ち。ファイト・オブ・ザ・ナイトを受賞した。当初はミドル級ランキング2位のパウロ・コスタと対戦予定であったが、コスタが病気により試合を欠場したため、大会1カ月前のオファーを受けた代役のガステラムと対戦した。
2022年2月12日、UFC 271のUFC世界ミドル級タイトルマッチで王者イスラエル・アデサンヤに挑戦し、テイクダウンを4度奪うなど善戦したものの、僅差で0-3の5R判定負け。王座奪還に失敗した。
2022年9月3日、UFC Fight Night: Gane vs. Tuivasaでミドル級ランキング2位のマーヴィン・ヴェットーリと対戦し、3-0の判定勝ち。
2023年7月8日、UFC 290でミドル級ランキング5位のドリカス・デュ・プレシと対戦。試合前は圧倒的有利と目されていたが、右ジャブでダウンを奪われ追撃のスタンドパンチ連打で2RTKO負け。
2024年2月17日、UFC 298でミドル級ランキング6位のパウロ・コスタと対戦。1R終了直前に右スピニングバックキックを効かされるものの、右ローキックとパンチのコンビネーションで試合全体をコントロールし3-0の判定勝ち。
2024年6月22日、UFC on ABC: Whittaker vs. Aliskerovでイクラム・アリスケロフと対戦。右ストレートを効かせ、追撃の右アッパーでダウンを奪いパウンドで1RKO勝ち。パフォーマンス・オブ・ザ・ナイトを受賞した。当初は同大会でカムザット・チマエフと対戦予定であったが、チマエフが病気で欠場したため、1週間前のUFC on ESPN: Perez vs. Tairaでアントニオ・トロコリと対戦予定であったアリスケロフが急遽代役を受けウィテカーと対戦した。
2024年10月26日、UFC 308でミドル級ランキング13位のカムザット・チマエフと対戦し、ネッククランクで1R一本負け。

### アマチュアレスリング
UFC参戦中の2015年にフリースタイル・レスリングの大会出場を始め、同年のオーストラリア・カップで優勝した。
2017年に2年ぶりにレスリングに復帰すると、5月にオーストラリアの全国大会であるオーストラリア選手権に97kg級で出場し優勝。11月には翌年2018年のコモンウェルスゲームズへの代表出場権がかかった予選大会に97kg級で優勝し、2018年3月に代表に選出されるも、大会で負傷などした場合のUFC 225でのミドル級タイトルマッチへの影響を考慮して代表を辞退した。

## ファイトスタイル
スタンドを主軸としたスタイルを持ち、空手仕込みの構えから繰り出す素早いパンチのコンビネーション、ワンツーから変則的な右ハイキックや右ミドルキックの組み立てを得意する。また、試合中にペースを崩すことがほとんどなく、5Rをフルに戦う豊富なスタミナとフィジカルの強さも併せ持つ。テイクダウンディフェンスの能力にも優れており、テイクダウンディフェンス率は82%を誇る。

## 人物・エピソード
- 親日家でプライベートで来日をした経験もあり「僕は日本が大好きだし、少年時代からPRIDEやDREAMを見て育ってきた。いつか必ず日本で試合をする」と語っている[41]。また、好きな格闘家として桜庭和志、好きな食べ物として和食を挙げている[42]。
- ニュージーランドで生まれオーストラリア国籍へ帰化しているが、母方のマオリとサモアの家系に強く誇りを持っており、いつもオーストラリアとニュージーランド両国を代表するつもりで戦っていると述べている[43][44]。
- トレーニングを積んでいる地元スミートン・グレンジのグレイシー柔術道場や各地にあるオーストラリア先住民の居住地で、子供向けにセミナーを開くボランティア活動を定期的に行っており、青少年に影響を与えることが出来るような模範的な選手になることで総合格闘技を広めたいと語っている[45]。
- GQオーストラリアのGQ Men Of The Year（2018年）で最優秀スポーツマン賞に選ばれている[46][47]。
- 左胸には、オーストラリアの国旗にデザインされている南十字星のタトゥー、右肩には、タ・モコというマオリ族の伝統的なタトゥーを入れている。
- 既婚者であり、5人の子供がいる[48]。

## 戦績
| 総合格闘技 戦績 | 総合格闘技 戦績 | 総合格闘技 戦績 | 総合格闘技 戦績 | 総合格闘技 戦績 | 総合格闘技 戦績 | 総合格闘技 戦績 |
| --------------- | --------------- | --------------- | --------------- | --------------- | --------------- | --------------- |
| 35 試合         | (T)KO           | 一本            | 判定            | その他          | 引き分け        | 無効試合        |
| 26 勝           | 10              | 5               | 11              | 0               | 0               | 0               |
| 9 敗            | 3               | 2               | 4               | 0               | 0               | 0               |

| 勝敗 | 対戦相手                 | 試合結果                             | 大会名                                                                 | 開催年月日     |
| ×    | ライニアー・デ・リダー   | 5分5R終了 判定1-2                    | UFC on ABC 9: Whittaker vs. de Ridder                                  | 2025年7月26日  |
| ×    | カムザット・チマエフ     | 1R 3:34 ネッククランク               | UFC 308: Topuria vs. Holloway                                          | 2024年10月26日 |
| ○    | イクラム・アリスケロフ   | 1R 1:49 KO（右アッパー→パウンド）    | UFC on ABC 6: Whittaker vs. Aliskerov                                  | 2024年6月22日  |
| ○    | パウロ・コスタ           | 5分3R終了 判定3-0                    | UFC 298: Volkanovski vs. Topuria                                       | 2024年2月17日  |
| ×    | ドリカス・デュ・プレシ   | 2R 2:23 TKO（スタンドパンチ連打）    | UFC 290: Volkanovski vs. Rodríguez                                     | 2023年7月8日   |
| ○    | マーヴィン・ヴェットーリ | 5分3R終了 判定3-0                    | UFC Fight Night: Gane vs. Tuivasa                                      | 2022年9月3日   |
| ×    | イスラエル・アデサンヤ   | 5分5R終了 判定0-3                    | UFC 271: Adesanya vs. Whittaker 2 【UFC世界ミドル級タイトルマッチ】    | 2022年2月12日  |
| ○    | ケルヴィン・ガステラム   | 5分5R終了 判定3-0                    | UFC on ESPN 22: Whittaker vs. Gastelum                                 | 2021年4月17日  |
| ○    | ジャレッド・キャノニア   | 5分3R終了 判定3-0                    | UFC 254: Khabib vs. Gaethje                                            | 2020年10月24日 |
| ○    | ダレン・ティル           | 5分5R終了 判定3-0                    | UFC on ESPN 14: Whittaker vs. Till                                     | 2020年7月26日  |
| ×    | イスラエル・アデサンヤ   | 2R 3:33 KO（左フック→パウンド）      | UFC 243: Whittaker vs. Adesanya 【UFC世界ミドル級王座統一戦】          | 2019年10月6日  |
| ○    | ヨエル・ロメロ           | 5分5R終了 判定2-1                    | UFC 225: Romero vs. Whittaker 2                                        | 2018年6月9日   |
| ○    | ヨエル・ロメロ           | 5分5R終了 判定3-0                    | UFC 213: Romero vs. Whittaker 【UFC世界ミドル級暫定王座決定戦】        | 2017年7月8日   |
| ○    | ホナウド・ジャカレイ     | 2R 3:28 TKO（パウンド）              | UFC on FOX 24: Johnson vs. Reis                                        | 2017年4月15日  |
| ○    | デレク・ブランソン       | 1R 4:07 TKO（左アッパー→パウンド）   | UFC Fight Night: Whittaker vs. Brunson                                 | 2016年11月26日 |
| ○    | ハファエル・ナタウ       | 5分3R終了 判定3-0                    | UFC 197: Jones vs. St. Preux                                           | 2016年4月23日  |
| ○    | ユライア・ホール         | 5分3R終了 判定3-0                    | UFC 193: Rousey vs. Holm                                               | 2015年11月14日 |
| ○    | ブラッド・タヴァレス     | 1R 0:44 KO（左フック→パウンド）      | UFC Fight Night: Miocic vs. Hunt                                       | 2015年5月10日  |
| ○    | クリント・ヘスター       | 2R 2:43 TKO（膝蹴り→パウンド）       | UFC Fight Night: Rockhold vs. Bisping                                  | 2014年11月7日  |
| ○    | マイク・ローデス         | 5分3R終了 判定3-0                    | UFC Fight Night: Te Huna vs. Marquardt                                 | 2014年6月28日  |
| ×    | スティーブン・トンプソン | 1R 3:43 TKO（右ストレート→パウンド） | UFC 170: Rousey vs. McMann                                             | 2014年2月22日  |
| ×    | コート・マッギー         | 5分3R終了 判定1-2                    | UFC Fight Night: Condit vs. Kampmann 2                                 | 2013年8月28日  |
| ○    | コルトン・スミス         | 3R 0:41 TKO（左フック→パウンド）     | UFC 160: Velasquez vs. Bigfoot 2                                       | 2013年5月25日  |
| ○    | ブラッド・スコット       | 5分3R終了 判定3-0                    | UFC on FX 6: Sotiropoulos vs. Pearson 【ウェルター級トーナメント決勝】 | 2012年12月15日 |
| ×    | ジェシー・フアレス       | 5分5R終了 判定0-3                    | CFC 21 【CFCウェルター級タイトルマッチ】                               | 2012年5月18日  |
| ○    | ショーン・スプーナー     | 1R 4:01 TKO（パンチ連打）            | Superfight Australia 13 【SAウェルター級タイトルマッチ】               | 2012年3月23日  |
| ○    | イアン・ボーン           | 2R 3:15 TKO（パンチ連打）            | CFC 19: Falciroli vs. Honstein                                         | 2011年12月9日  |
| ×    | キム・フン               | 1R 3:01 三角絞め                     | Legend Fighting Championship 6                                         | 2011年10月30日 |
| ○    | コーリー・ネルソン       | 2R 4:40 腕ひしぎ十字固め             | CFC 18: Juarez vs. Rodriguez                                           | 2011年8月26日  |
| ○    | ベン・アロウェイ         | 2R 4:07 リアネイキッドチョーク       | CFC 17                                                                 | 2011年6月3日   |
| ○    | ネイト・トムソン         | 1R 2:21 リアネイキッドチョーク       | CFC 15                                                                 | 2010年10月8日  |
| ○    | ジェイ・コバーン         | 2R 0:32 腕ひしぎ十字固め             | CFC 14                                                                 | 2010年6月5日   |
| ○    | ニック・アリエル         | 2R 3:50 KO（パンチ）                 | CFC 12: Lombard vs. Santore                                            | 2010年3月12日  |
| ○    | リチャード・ウォルシュ   | 2R 2:40 リアネイキッドチョーク       | CFC 11                                                                 | 2009年11月20日 |
| ○    | クリス・タローウィン     | 1R TKO（パンチ連打）                 | XFC: Return of the Hulk                                                | 2009年3月14日  |

## 獲得タイトル
- SAウェルター級王座（2012年）
- The Ultimate Fighter: The Smashes ウェルター級トーナメント 優勝（2012年）
- UFC世界ミドル級暫定王座（2017年）
- 第10代UFC世界ミドル級王座（2017年）

## 表彰
- ブラジリアン柔術 茶帯
- 剛柔流空手 黒帯
- ハプキドー 黒帯
- UFC ファイト・オブ・ザ・ナイト（5回）
- UFC パフォーマンス・オブ・ザ・ナイト（4回）
- The Ultimate Fighter: The Smashes ノックアウト・オブ・ザ・シーズン（2012年）

## ペイ・パー・ビュー販売件数
| 開催年月日   | イベント                                           | 販売件数 | 備考 |
| ------------ | -------------------------------------------------- | -------- | ---- |
| 2017年7月8日 | UFC 213: ヨエル・ロメロ vs. ロバート・ウィテカー   | 13万件   |      |
| 2018年6月9日 | UFC 225: ロバート・ウィテカー vs. ヨエル・ロメロ 2 | 25万件   |      |